# ليونارد كوكايين
ليونارد كوكايين (بالإنجليزية: Leonard Cockayne)‏ (7 أبريل 1855–8 يوليو 1934) يعتبر أعظم عالم نباتات في نيوزيلندا ومؤسس العلوم الحديثة في نيوزيلندا.